# Links en rechts (richting)
Links en rechts zijn relatieve richtingen en posities en zijn afhankelijk van de kijkrichting en het bekend zijn van wat onder en boven is. Over het algemeen is de rechterkant van een persoon, de rechterkant bekeken vanuit het perspectief van die persoon. Bij voertuigen gelden rechts en links ten opzichte van de normale rijrichting, bij rivieren ten opzichte van de stroomrichting. Bij gewone voorwerpen die een voorkant hebben en waar alleen tegenaan gekeken kan worden is de rechterkant vanuit het perspectief van de toeschouwer.
Er zijn volkeren en talen bekend die geen termen voor links en rechts gebruiken. Daar is iets bijvoorbeeld aan de kant van de bergen of aan de kant van de boom. De plaats en de omgeving bepalen dan hoe de positie ten opzichte van de beschouwer of toehoorder wordt beschreven.

## Etymologie
Het woord rechts is afgeleid van recht in de betekenis van zonder bochten. Links heeft een soortgelijke afleiding, want het komt van een woord dat duidt op buigen. Tevens is het verwant met link (gevaarlijk). Links werd van oudsher verbonden met gevaar, ongunstigheid. Dat blijkt ook duidelijk uit het Italiaanse woord voor links, sinistra.

## Etiquette
Uit de etymologie blijkt al dat rechts vanouds als goed werd beschouwd en links als verkeerd.
Begroet men iemand met een handdruk, dan gebruikt men de schone rechterhand. Evenzo geldt het als beleefd de rechterhand (of desnoods beide handen) te gebruiken als men iemand iets aangeeft of iets van iemand aanneemt.
De vuile linkerhand wordt gebruikt om in te hoesten, de neus te snuiten of het onderlichaam te reinigen.
Het laatste wordt in de westerse wereld vaak vergeten, maar geldt in de Arabische wereld nog als zeer belangrijk. Een Arabier zal ook steeds met zijn rechterhand eten.
Een kelner draagt de borden of het dienblad op zijn linkerarm, zodat hij de borden en glazen met de rechterhand op tafel kan zetten. Een ouderwetse conducteur heeft de kniptang in zijn linkerhand, zodat hij het kaartje met de rechterhand kan aannemen.
Bij een plechtig moment, zoals een diploma-uitreiking, ontstaat er weleens een conflict. De kandidaat moet het diploma in ontvangst nemen en op dit officiële ogenblik doet deze dat natuurlijk volgens de regels met de rechterhand. Daarna moet echter de hand van de voorzitter geschud worden. De correcte werkwijze is dat het diploma in de linkerhand wordt genomen voor het schudden van de hand.

## Van de andere kant gezien

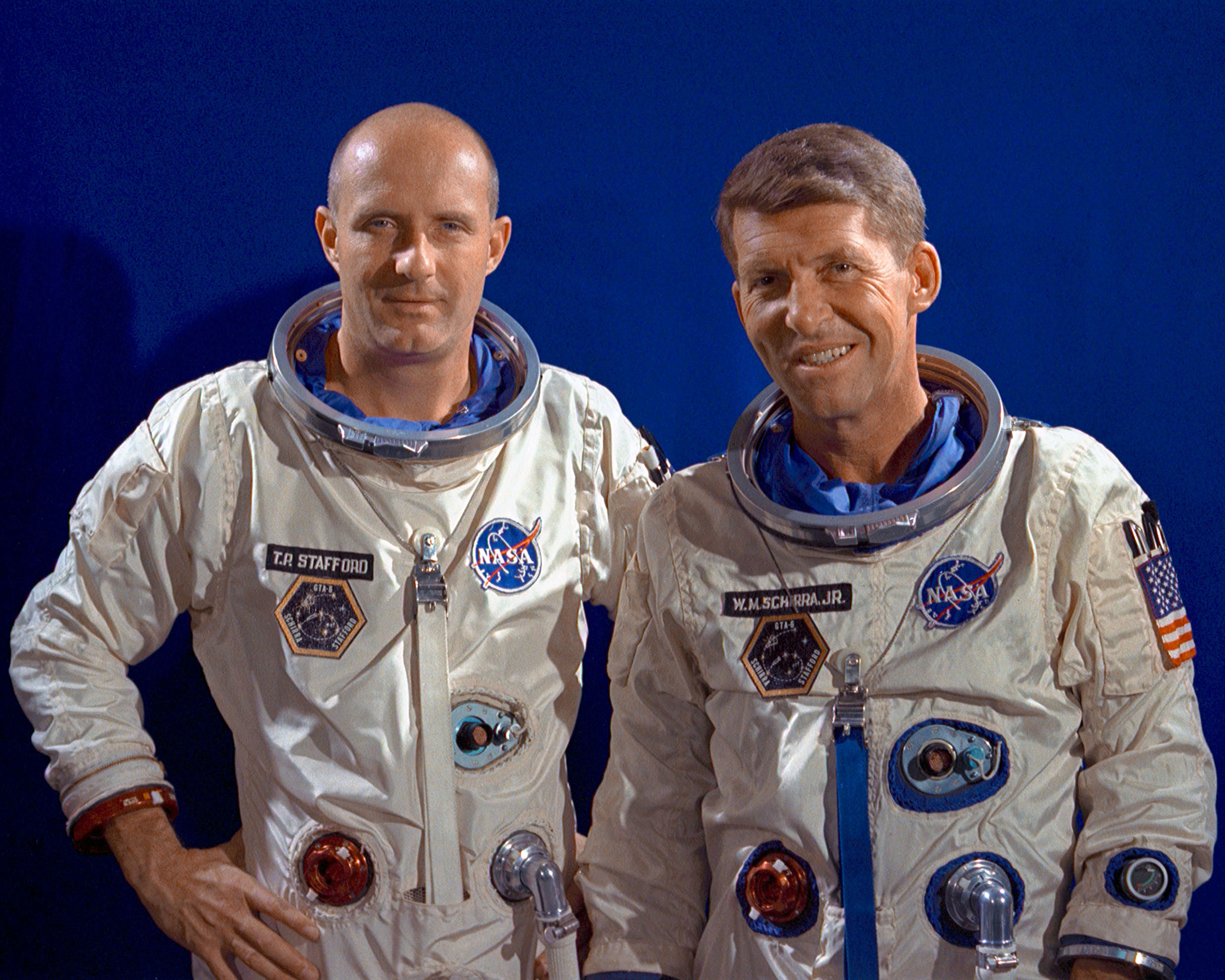
De afgebeelde personen kunnen op verschillende manieren benoemd worden:
• Van links naar rechts: Stafford, Schirra
• Stafford (links) en Schirra
• Stafford (met hand op de heup) en Schirra

Als de oogarts naar een rechteroog kijkt, is dat nog steeds een rechteroog, maar voor de oogarts links. De oogarts en de opticien schrijven de gegevens op vanuit hun eigen gezichtspunt, dat wil zeggen dat ze de gegevens van het rechteroog aan de linkerkant van het papier schrijven. Hetzelfde geldt voor het gebit en andere delen van het lichaam.
De rechterkoplamp van een auto zit rechts in de rijrichting, hoewel deze voor de monteur die onder de motorkap kijkt links zit. Bij andere onderdelen kan er weleens verwarring ontstaan: zegt de monteur dat de accu rechts zit, dan is niet altijd duidelijk wat bedoeld wordt.
De rechterkant van een schilderij zit rechts als er tegenaan gekeken wordt. Dat lijkt vanzelfsprekend, maar in de heraldiek is dat anders. Staan er personen op een afbeelding, dan worden ze in het onderschrift vaak van links naar rechts benoemd. Dat is dan voor de beschouwer links en rechts.

## Heraldiek
| |  |
| De ontwerper van het logo van Connexxion heeft heraldische regels toegepast en goed begrepen hoe het logo aan de linker- en rechterkant van de bus moet worden getoond. |  |

In de heraldiek is rechts de rechterzijde vanuit het standpunt van degene die het schild draagt. Dit is voor de duidelijkheid heraldisch rechts (of dexter) en heraldisch links (of sinister). Voor de beschouwer is het heraldische rechts dus links. Links heeft in de heraldiek een negatieve betekenis. Een dier op een wapenschild zal naar heraldisch rechts kijken. Een leeuw die naar links kijkt (dit heet 'omgewend') zal vaak een bastaard aanduiden. Schuinstrepen en balken vanuit de linkerbovenhoek van het schild duiden eveneens op bastaardij. Er zijn uitzonderingen op deze regels bekend.
Er is ook nog een esthetische reden waarom de dieren op een wapenschild naar rechts kijken. Een rechtshandige draagt het schild aan zijn linkerarm, het dier kijkt dan naar voren. Een linkshandige ridder (die de lans in de linkerhand draagt en dus het schild aan de rechterarm) behoort dan ook een schild te hebben waarop het dier andersom staat. Tegenwoordig is dit niet zozeer meer van toepassing, omdat wapenschilden alleen nog maar als ornamenten worden gebruikt, maar als twee schilden naast elkaar worden afgebeeld, dan is het correct dat een van de twee wordt omgekeerd zodat de dieren elkaar aankijken. Ook andere wapenfiguren worden op deze wijze gespiegeld. Een dergelijk alliantiewapen is respectant.

## Wenteltrappen
In kastelen draaien de wenteltrappen in torens vaak met de klok mee als men omhoog gaat. De trappen werden zo gebouwd opdat de aanvallers - die meestal rechtshandig waren en de trap op moesten gaan - in het nadeel waren; ze stootten met hun zwaard tegen het middelste deel van de trap. De verdedigers, die van boven kwamen, waren als rechtshandigen bij het afdalen in het voordeel en konden met hun zwaard een groot oppervlak bestrijken.

## Andere aanduidingen van richting
Soms is het lastig dat de betekenis van de woorden links en rechts afhangen van de stand van de spreker of de luisteraar. Daarom zijn er andere aanduidingen die uitgaan van een referentiekader los van de kijkrichting.

### Stuurboord, bakboord
Aan boord van schepen, is bakboord de linkerkant, als in het vaartuig naar de boeg wordt gekeken. De andere kant is stuurboord. Hierdoor wordt verwarring vermeden. Zo zit in een roeiboot de roeier met zijn rug naar de boeg en heeft in de linkerhand de riem van stuurboord en in de rechterhand de riem van bakboord.
Ook in vliegtuigen en ruimteschepen worden deze termen gebruikt. Schepen en vliegtuigen hebben aan bakboord een rood navigatielicht en aan stuurboord een groen navigatielicht. Mocht een schip geen onderscheidbare voor- of achterzijde hebben, dan ligt de virtuele boeg aan de zijde waar de stuurman heenkijkt tijdens de bediening van de stuureenheid.
Een handig memotechnisch middel is het woord GRAS = Groen Rechts aan Stuurboord. (Indien de kleur niet benoemd hoeft te worden, kan men volstaan met het ezelsbruggetje dat in "stuur" de R van rechts zit, en in "bak" niet.)

### Windrichtingen
Op een landkaart is het tegenwoordig gebruikelijk dat het noorden bovenaan is. Het oosten is dan vanzelf rechts en het westen links. Sommige mensen gebruiken zelfs de woorden links, rechts, boven en onder als de windrichtingen bedoeld worden. Dat kan weleens verwarrend werken als bij de linker- en rechteroever van rivieren die naar het zuiden stromen. De windrichtingen zijn echter onafhankelijk van hoe men staat, evenals bakboord en stuurboord.

### Hot, haar
Koetsiers spreken van hot (rechts) en haar (links). Hiervan afkomstig is de uitdrukking "van hot naar her/haar lopen". 

### Jardin, cour
In het Franse en Belgische theaterjargon wordt vanuit de zaal gekeken: jardin (tuin) is de linkerkant van het toneel, de rechterkant van het toneel is cour (binnenplaats). Zo blijkt het verschil tussen het gezichtspunt van de regisseur of het publiek en dat van de spelers of de machinisten (decorbouwers). Het publiek gebruikte ook het geheugensteuntje Jésus-Christ voor Jardin-Cour. De Franse acteurs hebben als geheugensteuntje coté cour, coté coeur: de binnenplaats ligt links zoals het hart links in het lichaam ligt en dus rechts voor de toeschouwer.
Deze termen ontstonden toen Molière zijn stukken opvoerde in de Salle des Machines, die zich tussen het Louvre (cour) en de Tuilerieën (jardin) bevond. Voor de Franse Revolutie in 1789 werden in Frankrijk ook de termen côté du roi voor jardin gebruikt en côté de la reine voor cour. Deze aanduidingen gaan terug op de toneelvoorstellingen op het voorhof van het Kasteel van Versailles.

### Stage-left, stage-right
In het Verenigd Koninkrijk worden in het theater de termen stage-left en stage-right gebruikt. Het standpunt is dat van de acteurs op het podium: stage-left is dus voor het publiek in de zaal rechts en stage-right links.
In de theaters in Nederland wordt meestal gepraat over links en rechts en dit wordt gezien vanuit de zaal (het publiek). Dus wanneer een speler die kijkt in de richting van de zaal het heeft over links dan bedoelt deze links volgens het publiek. Steeds vaker wordt echter ook in Nederland gebruikgemaakt van de termen stage-left en stage-right, aangezien hierdoor geen verwarring kan ontstaan omtrent de kijkrichting. Ook door het altijd groter aantal internationale producties worden de Engelse termen mee overgenomen.

## Kleurcodes
Zoals vliegtuigen en schepen aan de rechterzijde een groene en aan de linkerzijde een rode lantaarn voeren, worden dezelfde kleuren gebruikt in de stereofotografie. Moet een stereofoto worden bekeken door een bril met een rood en een groen (of blauw) glas, dan komt het rode glas links. Het is voor een stereofotograaf belangrijk dat deze de dia's markeert en hiervoor wordt dezelfde kleurcode gebruikt: een rode stip op de linkerdia en een groene stip op de rechterdia.
Bij de kabelverbindingen voor audioapparatuur gelden andere kleurcodes. Bij moderne stereokabels (meestal tulpstekkers) is het: rechts rood, links wit. Bij oudere kabels komen andere kleuren voor, onder andere rood en zwart, grijs en zwart. Zie verder Kleurcodering.

## Verkeer

### Links en rechts in het verkeer

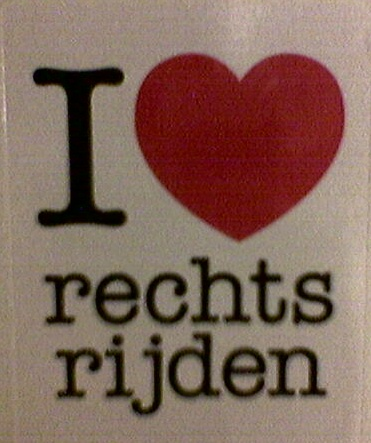
Sticker uit de I love... campagne

Napoleon Bonaparte voerde in heel zijn rijk de regel in dat het verkeer rechts moest houden. Een mogelijke verklaring voor de voorkeur voor rechts rijden is, dat koetsiers van wagens met meerdere paarden bij voorkeur links op de bok (of op het paard linksachter) zaten, zodat ze hun zweep, die bijna alle koetsiers in hun rechterhand hielden, gemakkelijker konden gebruiken. In deze zitpositie hadden de koetsiers een beter zicht als ze tegenliggers aan de linkerzijde lieten passeren.
Vanaf 1938 beval Adolf Hitler hetzelfde. Daardoor wordt er rechts gereden in alle landen die door de Duitsers bezet zijn geweest. Tot 1938 werd er onder andere in Hitlers geboorteland Oostenrijk links gereden.
Het links rijden, zoals dat vandaag nog in het Verenigd Koninkrijk wordt toegepast, kwam voort uit het gebruik van ridders, die hun zwaard of lans het gemakkelijkste met de rechterhand hanteerden, en daarom een tegenligger het liefst aan die kant hielden.
Op 3 september 1967 schakelde Zweden over van het links rijden naar het rechts rijden. Op 2 april 1972 gebeurde hetzelfde in Nigeria en op 4 augustus 1974 in Ghana. Het tegenovergestelde gebeurde in Samoa op 7 september 2009.

### Het wegverkeer op aarde
|                                               |                                       |
| ■ Rechts■ Voorheen links, thans rechts        | ■ Links■ Voorheen rechts, thans links |
| ■ Voorheen plaatselijk geregeld, thans rechts |                                       |

De volgende tabel geeft aan in welke landen het verkeer links moet houden en waar rechts.
Links verkeer is er onder andere in de landen die vanouds onder Brits bestuur staan, met Canada en de Verenigde Staten als uitzondering.
De eilanden in het Caraïbisch gebied en de Grote Oceaan zijn een lappendeken van links en rechts verkeer, wat te verklaren is door de verschillende kolonisatoren, maar ook door het feit dat er geen wegen tussen de eilanden zijn, zodat de verschillen weinig hinder opleveren.
Op de kleinste eilanden (van enkele vierkante kilometers) is nauwelijks enig verkeer. Hier wordt officieel links of rechts gereden, maar in de praktijk is daar niets van te merken.
| Links | Rechts |
| --- | --- |
| Europa en Middellandse Zee | |
| Groot-Brittannië, Noord-Ierland, Ierland, Kanaaleilanden, Malta, Cyprus | Rest van Europa (inclusief Gibraltar) (Oostenrijk sedert 1938, Zweden sedert 1967) |
| Midden-Oosten | |
| | Midden-Oosten (Zuid-Jemen sedert 1970) |
| Voor-Indië | |
| Pakistan, India, Nepal, Bhutan, Bangladesh, Maldiven, Sri Lanka | Iran, Afghanistan, China, Rusland |
| Achter-Indië en Indonesië | |
| Thailand, Brunei, Indonesië, Oost-Timor, Hongkong, Macau, Japan, Maleisië, Singapore | China (met uitzondering van Hongkong en Macau) Myanmar, Laos, Cambodja, Vietnam, Filipijnen, Taiwan, Korea |
| Oceanië | |
| Australië, Nieuw-Zeeland, Nieuw-Guinea, Cookeilanden, Fiji, Kiribati, Nauru, Niue, Pitcairn, Salomonseilanden, Samoa (sedert 7 sept 2009), Tonga, Tuvalu                                         | Frans-Polynesië, Guam, Mariana, Marshalleilanden, Micronesië, Nieuw-Caledonië, Palau, Vanuatu, Wallis en Futuna |
| Afrika | |
| Somaliland (in tegenstelling tot Somalië), verder Namibië, Zambia, Tanzania, Oeganda, Kenia en landen ten zuiden daarvan. Ind. Oceaan: Mauritius, Seychellen Atl. Oceaan: Sint-Helena, Ascension | Angola, Congo-Kinshasa, Burundi, Soedan, Ethiopië, Somalië (met uitzondering van Somaliland) en landen ten noorden daarvan. (Nigeria en Ghana sedert 1970) Ind. Oceaan: Madagaskar, Comoren, Mayotte, Réunion Atl. Oceaan: Azoren, Madeira, Canarische Eilanden, Kaapverdië, Sao Tomé en Principe |
| Amerika (continent) | |
| Suriname, (voormalig Brits-) Guyana (Frans-Guyana rijdt rechts) | Noord- en Zuid-Amerika met uitzondering van Suriname en Guyana |
| Amerikaanse eilanden | |
| Bermuda Bahama's, Turks- en Caicoseilanden, Jamaica, Kaaimaneilanden Falklandeilanden | Cuba, Haïti, Dominicaanse Republiek, Puerto Rico |
| Kleine Antillen (op volgorde van ligging) | |
| Amerikaanse en Britse Maagdeneilanden Anguila St Kitts & Nevis Antigua en Barbuda Montserrat Dominica Saint Lucia St Vincent & Grenadines Barbados Grenada Trinidad & Tobago                     | St Bartholomé St Maarten Saba en St Eustatius Guadeloupe Martinique Bonaire Curaçao Aruba |

### Spoorwegen
Zie ook links en rechts rijden bij meersporigheid
Op het spoor geldt niet altijd hetzelfde gebruik als voor het wegverkeer; in sommige landen rijden treinen links, terwijl het wegverkeer rechts rijdt. Dit is bijvoorbeeld het geval in België, Frankrijk en Zweden. In de Elzas en in Lotharingen (die vroeger Duits waren) wordt rechts gereden.
In de tijd van de stoomlocomotief was het niet onverschillig of er links of rechts werd gereden. Rijdt men links, dan staan de seinen meestal links van het spoor. Bij de meeste stoomlocomotieven is het machinistenhuis achter de ketel, zodat de machinist naar een kant geen uitzicht heeft. De machinist moet dus links zitten om de seinen te kunnen zien. De instrumenten van de machinist zitten dan ook links, en de instrumenten van de stoker zitten rechts. Toen in Frankrijk spoorwegen werden aangelegd, importeerde men locomotieven uit Engeland. Dit is waarschijnlijk de reden dat op Franse spoorwegen links wordt gereden; het Engelse systeem werd overgenomen.
Een stoker moet zware schoppen kolen op het vuur gooien, en een rechtshandige stoker kan zijn werk wat beter doen als hij aan de linkerkant staat. Dit kan een reden zijn geweest waarom andere landen besloten rechts te rijden.
Bij dit alles moet worden opgemerkt dat er aanvankelijk op enkelspoor werd gereden en dat er nauwelijks seinen waren. De plaatsing van de seinen en de keuze voor links of rechts rijden geschiedden dus terwijl er al locomotieven waren met de instrumenten links of rechts.
In een moderne locomotief zit de machinist vooraan. Hij heeft uitzicht naar beide kanten en het maakt niet uit of hij links of rechts zit of in het midden. Er is echter geen reden om de reeds gemaakte keus te veranderen. Een trein volgt immers de rails en de machinist kan zich, in tegenstelling tot een automobilist, niet vergissen.

### Fietsers en ruiters
Het is gebruikelijk dat een ruiter aan de linkerkant van zijn paard op- en afstijgt. De reden was vanouds misschien dat een ruiter zijn zwaard op de linkerheup draagt, zodat opstijgen aan de rechterkant onmogelijk is. Tegenwoordig is het een traditie - iedere paardrij-instructeur leert leerlingen dat ze links moeten opstijgen.
Ook een fietser stapt meestal aan de linkerkant op en af. Hiervoor is een andere reden aan te wijzen. Een fietsstandaard zit haast altijd links, omdat de ketting rechts zit. Om de standaard in en uit te kunnen klappen moet je wel aan de linkerkant van de fiets staan.
Verder geldt voor zowel de ruiter als de fietser dat men vanaf de linkerzijde zijn rechterbeen opzwaait om te bestijgen. Gegeven het feit dat het grootste deel van de mensen een voorkeur heeft voor het rechterbeen, is het te verwachten dat de meesten liever links staan en rechts opzwaaien.

### Vliegtuigen
Zijn er in een vliegtuig zitplaatsen naast elkaar, dan zit steeds de gezagvoerder of leerling links en de co-piloot, instructeur of passagier rechts. 
Bij een verkeersvliegtuig stappen de passagiers steeds aan de linkerkant in en uit. Naar verluidt komt dat doordat de eerste piloten cavaleristen waren, die gewend waren aan de linkerkant op hun paard te stijgen. Echter, heeft een sportvliegtuig maar een deur, dan is die vaak rechts, zodat de piloot kan blijven zitten terwijl de ene passagier uitstapt en de volgende instapt.

## Stereo-isomerie
Sommige organische moleculen zijn asymmetrisch. Men kent onder andere rechtsdraaiend melkzuur, wat een stereo-isomeer is van melkzuur. Zie ook optische isomerie.

## Schrijven
Het Latijnse schrift wordt van links naar rechts geschreven. Dat geldt ook voor het cyrillisch schrift en het Grieks schrift. Hebreeuws en Arabisch, daarentegen, worden van rechts naar links geschreven.
Hiërogliefen kunnen in beide richtingen geschreven worden, maar steeds tegen de plaatjes in. Dat betekent dat de diervormige tekens naar links kijken als van links naar rechts wordt geschreven.
Het schrijven van links naar rechts zou plezieriger zijn voor een rechtshandige schrijver. Deze trekt de pen over het papier (een pen die geduwd wordt kan in het papier vastgeprikt worden), kan zien wat net geschreven is en veegt niet door de natte inkt. Arabieren zullen deze redenering bestrijden; zij beschouwen hun schrijfwijze als logisch.
Braille wordt aan de achterkant in het papier geprikt en wordt dus van rechts naar links geschreven, maar van links naar rechts gelezen. Een zetter die losse letters in een zethaak zet moet ook in spiegelbeeld werken. Een ervaren zetter leest van rechts naar links even makkelijk als gewoon.

## Draairichting
Draait iets rechtsom dan wordt meestal bedoeld dat de bovenkant van een object (bij een verticale omwentelingsas: gezien van boven) naar rechts draait en de onderkant van het object (gezien van onder) naar links draait. Dat is dezelfde richting als waarin de wijzer van een klok draait. In het Engels wordt dat uitgedrukt met clockwise; in het Nederlands zegt men met de klok mee, ook wel kloksgewijs; in het Vlaams in wijzerzin.
Een bocht in de weg is een linkerbocht of een rechterbocht.
Een eenvoudige algemene uitleg voor het verschil ligt in de waarneming van het midden. Ligt het midden van de bocht die je maakt aan de linkerhand of aan de rechterhand; dan draai je of draait het beschouwde punt respectievelijk links en rechtsom. De persoon zelf of dat beschouwde punt worden geacht een kijkrichting te hebben in de bewegingsrichting. 
Bij een spel voor drie of meer personen geldt in het Westen meestal de regel dat, nadat een speler gespeeld heeft, de linkerbuurman aan de beurt is. Dit wordt linksom genoemd, van bovenaf gezien is dat in strijd met de hierboven genoemde definitie.
Een kurkentrekker draait rechtsom om deze in de kurk te krijgen. De kurkentrekkerregel, die het verband tussen elektrische stroom en magnetische veldlijnen geeft, is gebaseerd op dit asymmetrische instrument.
Voor schroeven, bouten en moeren geldt hetzelfde. Een schroef (of bout) draait men meestal rechtsom om hem vast te draaien en linksom om hem los te draaien. Dit heet een rechtse schroef (of rechtse bout). Er bestaan echter ook schroeven en bouten waarvoor het omgekeerde geldt. Deze worden gebruikt als verhinderd moet worden dat de schroef of bout spontaan losdraait. De linker pedaal van een fiets is om die reden van linkse schroefdraad voorzien.
Een gasfles voor brandbare gassen heeft een linkse schroefdraad aan de afsluiter, terwijl een gascilinder voor overige gassen een rechtse schroefdraad heeft, dit om abusievelijk verwisselen te voorkomen.
Een waterkraan werkt met een schroef. Meestal geldt dat de kraan linksom wordt opengedraaid.

Het omgekeerde geldt echter voor elektrische regelaars. Zo moet de volumeknop van een audioversterker rechtsom worden gedraaid om de geluidssterkte te verhogen.

## Diversen
De schuine strepen in een stropdas lopen in Europa meestal van de linkerschouder naar de rechterheup. In Amerika is het andersom.
Bij een wastafel zit als regel de koude kraan rechts en de warme kraan links.
De schuine streep op een verkeersbord dat een einde aangeeft (bijvoorbeeld einde van snelweg of einde van snelheidsbeperking) loopt van rechtsboven naar linksonder. Bij de schuine streep van een parkeerverbod is dat van linksboven naar rechtsonder.